# Caspar Haeusler
Caspar Haeusler (né le 8 février 1854 à Gemünden et mort le 21 mars 1938 à Fürstenfeldbruck) est officier et député du Reichstag.

## Biographie
Haeusler est le fils d'un maître de train et étudie au lycée de Wurtzbourg, à l'Université polytechnique de Munich et l'école de guerre (de), l'école d'artillerie et du génie (de) et l'académie bavaroise de guerre (de) de Munich. Il étudie les langues orientales, le droit constitutionnel et l'économie politique à l'Université de Munich. En tant que roturier, il participe avec le 9e régiment d'infanterie royal bavarois (de) à la guerre de 1871 contre la France pendant quatre semaines, sert dans l'infanterie, l'artillerie de campagne et l'état-major et devient lieutenant en 1874, capitaine en 1887, colonel en 1900 et major général en 1903. Il voyage en Russie, en Turquie et en Perse en 1885 et 1886, où il reçoit la croix d'officier de l'Ordre du Lion et du Soleil. En 1889, il épouse Thérèse Kester et sert d'officier militaire honoraire lors d'une visite du Shah en Bavière. Lors d'un voyage à l'étranger en Pologne, il est arrêté alors qu'il explorait les fortifications russes de la Vistule-Narew au début d'octobre 1893 et prisonnier de l'État russe dans le 10e pavillon de la citadelle de Varsovie jusqu'à Noël 1894. Le 13 mai 1905, il est mis à disposition en tant que général de division en raison d'une affection de la hanche.
De 1907 à 1918, il est député du Reichstag allemand pour la 4e circonscription de Basse-Franconie (Neustadt-sur-la-Saale (de), Brückenau (de), Mellrichstadt (de), Königshofen (de), Kissingen) et avec le Zentrum.
En mai 1987, ses filles Mirjam et Gabriele Haeusler créent la Fondation Kester Haeusler pour le commémorer.